# 郭倖
郭（?—?），五胡十六国时南凉景王禿髮傉檀的尚书右仆射。
郭倖开始为西平郡太守，398年，羌人梁饥进攻西平（今青海省西宁市），西平人田玄明抓住了郭倖，取而代之，抗拒梁饥。郭倖后来担任禿髮傉檀的右长史，408年十一月，禿髮傉檀复国，重新自称凉王，实行大赦，改年号为嘉平，设置文武百官。册立夫人折掘氏为王后，封嫡长子秃发虎台为太子、录尚书事。任命左长史赵晁为尚书左仆射，右长史郭倖为尚书右仆射。任命昌松侯秃发俱延为太尉。